# This Ain't No Mixtape
Albums de Curren$y
Jet Files
(2009)
Singles
1. Elevator Musik
Sortie : 14 septembre 2009
2. 16 Switches Spitter
Sortie : 14 septembre 2009

This Ain't No Mixtape est le premier album studio du rappeur Curren$y, sorti le 21 avril 2009 en version numérique et le 28 juin 2011 en version physique (CD).

## Liste des titres
| No  | Titre                                                         | Contient un (des) sample(s) de             | Durée |
| --- | ------------------------------------------------------------- | ------------------------------------------ | ----- |
| 1.  | The Briefing                                                  |                                            | 4:08  |
| 2.  | Get It Ya Self (featuring Dee Low)                            | Quiet Lady de Thad Jones & Mel Lewis       | 3:32  |
| 3.  | Blown Away (featuring Dee Low & Jean LePhare)                 |                                            | 4:28  |
| 4.  | Scared of Monstas                                             |                                            | 2:58  |
| 5.  | Elevator Musik                                                | Sustah Sustah d'Ahmad Jamal                |       |
| 6.  | On My Plane (featuring Dee Low)                               | Excuse Me Miss de Jay-Z featuring Pharrell | 3:04  |
| 7.  | 16 Switches                                                   | It Was a Good Day d'Ice Cube               | 3:04  |
| 8.  | The Jets Son (featuring Dee Low & Jean LePhare)               | The Jetsons Theme d'Hoyt S. Curtin         | 4:03  |
| 9.  | LOL (featuring Trademark Da Skydiver, Dee Low & Jean LePhare) |                                            | 3:49  |
| 10. | Sail On (featuring Young Chris)                               | Sail On des Commodores                     | 3:45  |
| 11. | Got It                                                        |                                            | 3:26  |
| 12. | Power Button                                                  |                                            | 3:23  |
| 13. | Up Here (featuring Young Rodd)                                |                                            | 4:27  |
| 14. | Cook Up (featuring Bun B & Dee Low)                           |                                            | 4:23  |
| 15. | Food 4 Thought (featuring Mickey Factz & Amanda Diva)         |                                            | 4:07  |
| 16. | Galaxy (featuring Dee Low, Jean LePhare & Whodinsky)          |                                            | 4:26  |

| 17. | Look Up at the Jets                           | 3:17 |
| 18. | Top of the Money                              | 2:47 |
| 19. | Something Like (featuring Street Wiz & Fiend) | 4:13 |